# Rosenbrust-Schnäpper

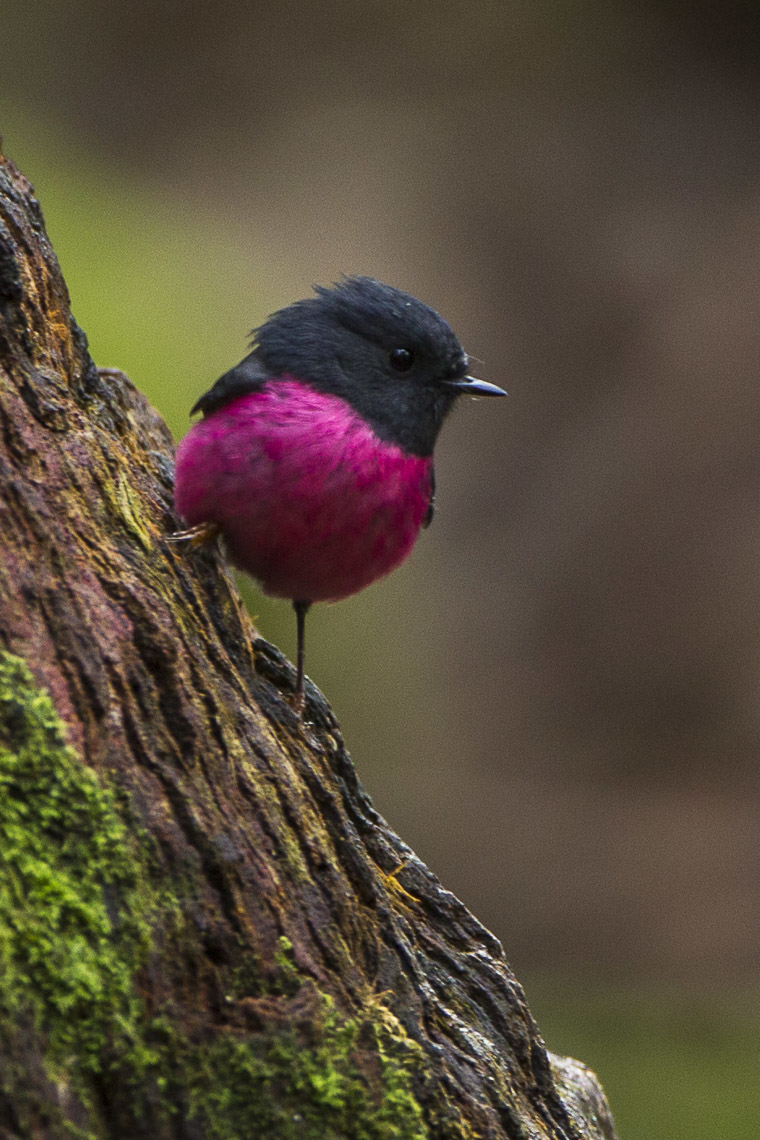
Rosenbrust-Schnäpper in Tasmanien

Der Rosenbrust-Schnäpper (Petroica rodinogaster), zuweilen auch Rosaschnäpper genannt, ist ein in Australien und Tasmanien vorkommender Singvogel aus der Familie der Schnäpper (Petroicidae).

## Merkmale
Rosenbrust-Schnäpper erreichen eine Körperlänge von 11,5 bis 13,0 Zentimetern und ein Gewicht von 9,0 bis 11,0 Gramm. Zwischen den Geschlechtern besteht bezüglich der Gefiederfarbe ein deutlicher Sexualdimorphismus. Lediglich bei den Männchen sind Kopf, Kehle und Rücken sowie die Flügel und Steuerfedern schwarz. Brust und Bauch sind magentafarben. An Stirn und Steiß heben sich kleine weißliche Bereiche ab. Die Weibchen zeigen eine olivbraune Grundfarbe, wobei sich der Brust- und Bauchbereich ockerfarben abhebt. Der Schnabel ist bei beiden Geschlechtern schwärzlich, die Iris schwarz, Beine und Füße sind graubraun.

## Verbreitung, Unterarten und Lebensraum
Der Rosenbrust-Schnäpper kommt ausschließlich in Australien und Tasmanien vor. Neben der auf Tasmanien sowie den in der Bass-Straße liegenden Inseln vorkommenden Nominatform Petroica rodinogaster rodinogaster ist eine weitere Unterart bekannt:
- Petroica rodinogaster inexpectata Mathews, 1912, auf der Südostspitze Australiens.[3][1]

Hauptlebensraum der Art sind Regenwaldgebiete und feuchte Eukalyptuswälder. Außerhalb der Brutsaison ist sie auch in trockenen, offenen Gebieten anzutreffen.

## Lebensweise
Die Vögel ernähren sich von Insekten und anderen Gliederfüßern, die sie am Erdboden oder in niedriger Vegetation suchen und die sie zuweilen aus der Luft fangen. Die Brutsaison fällt in die Monate September bis März. Zuweilen erfolgen zwei Bruten. Das napfförmige Nest hat einen äußeren Durchmesser von rund sieben Zentimetern und wird in der Regel in einer Höhe von zwei Metern über dem Boden in einer Astgabel angelegt. Es wird aus dürren Gräsern, Moos und Tierhaaren hergestellt und mit Spinnenfäden verflochten. Für den Nestbau ist allein das Weibchen zuständig. Nach Fertigstellung werden zwei bis vier Eier gelegt, die das Weibchen dann in 16 Tagen ausbrütet. Die Jungen werden von beiden Eltern mit Nahrung versorgt. Als Brutparasiten treten zuweilen der Fächerschwanzkuckuck (Cacomantis flabelliformis) oder der Rotschwanzkuckuck (Chrysococcyx basalis) auf.

## Gefährdung
Auf Tasmanien ist der Rosenbrust-Schnäpper weit verbreitet, zuweilen zahlreich und wird demzufolge von der Weltnaturschutzorganisation IUCN als  „least concern = nicht gefährdet“ klassifiziert. Aufgrund von Abholzungen in Regenwaldgebieten wird er in New South Wales hingegen als „vulnerable = gefährdet“ geführt.